# Ijuw
Ijuw – osada oraz jeden z dystryktów Nauru, położony w północno-wschodniej części wyspy. Ma powierzchnię 1,12 km², zamieszkuje go 169 osób (2002).
Przylądek Ijuw jest skrajnie wschodnim krańcem wyspy.